# TV2 Séf

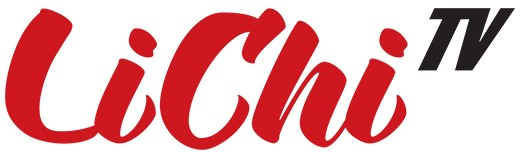
A csatorna logója LiChi TV-ként

A TV2 Séf (korábban Chili TV, majd LiChi TV) a TV2 Csoport gasztronómiai műsorokat sugárzó csatornája.

A csatorna hangjai Faragó András és Böhm Anita, az elődcsatornák hangjai. 

A csatorna logója Chili TV-ként

## Története

### Chili TV
2016. április 25-én az előzmények jelentkeztek, amely a Szellemi Tulajdon Nemzeti Hivatalánál levédették a csatorna nevét. A csatorna tervezett logóját 2016. május 9-én levédették. A csatorna indulását 2016-ban Fischer Gábor jelentette be, a TV2 Csatornacsoport bővítése részeként. Az eredetileg tervezett chili-paprika formájú C betűs logót nem sokkal ez után hozták nyilvánosságra, majd a DTV News szeptember közepén bejelentette a csatorna indulásának időpontját, ott jelent meg a csatorna véglegesített logója (az arculatban alatta látható volt egy chili-paprika), amely az év július 25-én levédették. A csatorna 2016. szeptember 26-án 19:00-kor indult el. Azonban a névből védjegybitorlási gondok törtek ki, mert ezt a nevet hasonlónak tartotta az AMC Networks a TV Paprikához.
A csatorna indulása előtt a csatorna román médiajoghatósággal került, amely ezzel a román CNA-tól kapta a sugárzási engedélyt. A csatorna első arculatát az Umbrella tervezte.

### LiChi TV
A Fővárosi Ítélőtábla mint másodfokú bíróság 2017. december 12-i ítéletével teljes mértékben helybenhagyta a Fővárosi Törvényszék elsőfokú ítéletét, és jogerősen is megállapította, hogy a TV2 Zrt. megsértette piactársa, az AMC Networks International – Central Europe televíziós médiavállalat TV Paprika elnevezésű védjegyének oltalmához fűződő jogait. A jogerős ítélet következtében a TV2 Média Csoport Zrt. köteles volt a csatorna nevét megváltoztatni. Az új név a LiChi TV lett (a LiChi TV megjelölésre a TV2 Média Csoport Zrt. már a per jogerős befejezése előtt, 2017. február 2-án védjegybejelentést tett a Szellemi Tulajdon Nemzeti Hivatalánál), amely névre a csatorna 2018 újév napján 05:00-kor lett átnevezve. Arculata nem változott, csak a logó cserélődött ki.

### TV2 Séf
2020. július 6-án a Romániai Audióvizuális Tanács bejegyeztette a TV2 Séf nevet és logót. Szintén júliusban vált véglegessé az, hogy a TV2 Séf lesz az új név, és a tervezett logó is véglegessé vált. Az átnevezés 2020. október 15-én 05:00-kor történt meg. A korhatár és a társadalmi célú reklám identek Böhm Anita hangjával készülnek.

## Műsorkínálat
Saját gyártású műsorai mellett nagyrészt vásárolt tartalmakat kínál, melyek zöme országos premierként került a képernyőre, a kivételek pedig a már TV2-n és FEM3-on (Stahl Konyhája), vagy a TV Paprikán (Charly és a sütigyár) is futó szériák.
A félkövér írásjegyekkel szedett műsorok vadonatúj tartalomként, vagy országos premierként kerültek képernyőre.

### Saját gyártású, magyar műsorok
- 100% hazai
- Akadémia Itália
- Az Ország tortája
- Bűvös szakács
- Cukrászok
- Forni di Napoli
- Ízes Élet – Négykezes
- Kézzel írott receptek
- Konyhatündér – Marton Adrival
- Hal a tortán
- Hentesek
- Lázár és Géza a retró konyhasó
- Süti suli Mónikával
- Séfek Séfe
- Love Bistro

## Műsorvezetők
| Műsorvezetők    | Műsorai                        |
| --------------- | ------------------------------ |
| Gáspár Bea      | Hal a tortán                   |
| Pataky Péter    | Ízes élet – Négykezes          |
| Martonn Adrienn | Ízes élet – Négykezes          |
| Bereznay Tamás  | Kézzel Írott Receptek          |
| Erdélyi Mónika  | Cukrászok, Süti suli Mónikával |
| Balázs Andi     | Az Ország tortája              |
| Szendrei Bence  | 100% hazai                     |
| Kovács Lázár    | Lázár és Géza a retró konyhasó |
| Kaszás Géza     | Lázár és Géza a retró konyhasó |